# Edictum Salvianum
Edictum Salvianum – zbiór edyktów pretorów miejskich i namiestników prowincji (prawa pretorskiego – ius honorarium), sporządzony ok. 130 roku n.e. przez jurystę Salviusa Iulianusa (Salwiusza Juliana), za cesarza Hadriana. Zbiór ten stał się obowiązującym prawem w Cesarstwie Rzymskim (jako tzw. edykt wieczysty – edictum perpetuum). Zakończył jednocześnie etap rozwoju prawa pretorskiego, będącej częścią prawa rzymskiego.